# Coleophora hololeucella
Coleophora hololeucella é uma espécie de mariposa do gênero Coleophora pertencente à família Coleophoridae.